# Husne Niżne
Husne Niżne (ukr. Нижнє Гусне) – wieś na Ukrainie, w obwodzie lwowskim, w rejonie samborskim (wcześniej w rejonie turczańskim) nad Huśnikiem. Najniższą jednostką administracji, której podlega Husne Niżne, jest rada wiejska (silska rada) w Wysocku Niżnem. Liczy około 259 mieszkańców.

## Historia
Pierwsze wzmianki o miejscowości pochodzą z 1556, kiedy to starosta samborski Jan Strzechowski w imieniu panującego króla Zygmunta Augusta wydał Staszkowi Telepianowi przywilej na założenie wsi Husne nad potokiem o tej samej nazwie. Zasadźca otrzymał trzy łany ziemi, kolejny łan wydzielono dla popa. Starosta zezwolił też na wybudowanie we wsi młyna i karczmy. Wieś należała do ekonomii samborskiej. W 1709 r. na terenach w górnej części wsi powstało Husne Wyżne. W 1869 r. we wsi były 52 domy z 259 mieszkańcami. W 1881 r. było tu 220 grekokatolików i 19 żydów. Wieś po części zamieszkiwali Bojkowie, po części potomkowie dawnej ubogiej polskiej szlachty zagrodowej herbu Sas (m.in. rodziny Linickich, Telepianów, Seniuszkiewiczów, Czyczerskich, Sozańskich). Ludność, uboga, latem wędrowała do robót polowych na Węgry. W 1921 r. wieś liczyła około 366 mieszkańców. Przed II wojną światową w granicach Polski, wchodziła w skład powiatu turczańskiego.

## Ważniejsze obiekty
- Cerkiew greckokatolicka